# Carlo Trojan
Carlo Giovanni Trojan (Florence, januari 1942) is een voormalige Nederlandse en Europese ambtenaar.
Trojan was de zoon van een Italiaanse vader en een Nederlandse moeder, Agta Meijer die in november 1944 op 36-jarige leeftijd te Florence overleed. Na het overlijden van zijn moeder groeide hij op in Nederland bij familie van zijn moeder.
Hij studeerde rechten aan de Universiteit van Leiden, om nadien aan de slag te gaan bij de juridische afdeling van het ministerie van Landbouw in Nederland.

## Europa
In de jaren '70 was hij 4 jaar lid van het kabinet van de Nederlandse eurocommissaris Pierre Lardinois. Vanaf 1977 werd hij benoemd als raadgever inzake landbouw bij de Nederlandse vertegenwoordiging in Brussel.
In de periode van 1981 tot 1987 was hij de kabinetschef van de Nederlandse eurocommissaris Frans Andriessen. De volgende 10 jaar was hij plaatsvervangend secretaris-generaal van de Europese Commissie. Hij was ook onderdeel van de Westduitse delegatie die de reunificatie van Duitsland onderhandelde. Nadien was hij van 1997 tot 2000 secretaris-generaal van de Europese Commissie.
Toen de VVD'er Frits Bolkestein in 2004 stopte als eurocommissaris kwam Trojan even in beeld als zijn opvolger.
Na zijn pensionering wordt hij, tot op heden, nog steeds gevraagd om allerlei adviserende opdrachten.